# Ромбовые скаты
Ро́мбовые скаты (лат. Rajidae) — семейство хрящевых рыб из отряда скатообразных (Rajiformes). В настоящее время к нему относят 17 родов. Максимальная длина, как правило, не превышает 180 см. Самый известный вид ромбовых — это морская лисица (Raja clavata), широко распространённый у берегов Европы и северной Африки (от Канарских островов до Норвегии), встречается в Чёрном море, Средиземном море (редко в Азовском море) и западной части Балтийского моря. Гладкий скат (Raja batis) считается состоящим под серьёзной угрозой вымирания и находится в Красном списке МСОП.

## Распространение
Ромбовые скаты обитают во всех мировых океанах от Арктики до Антарктики. Большинство видов живут в умеренных широтах на морском илистом или песчаном дне. Распространены как на прибрежном шельфе, так и в глубоких водах. На мелководье в тропиках и у коралловых рифов представители семейства ромбовых попадаются реже. Некоторые виды заходят в солоноватые воды.

## Внешний вид

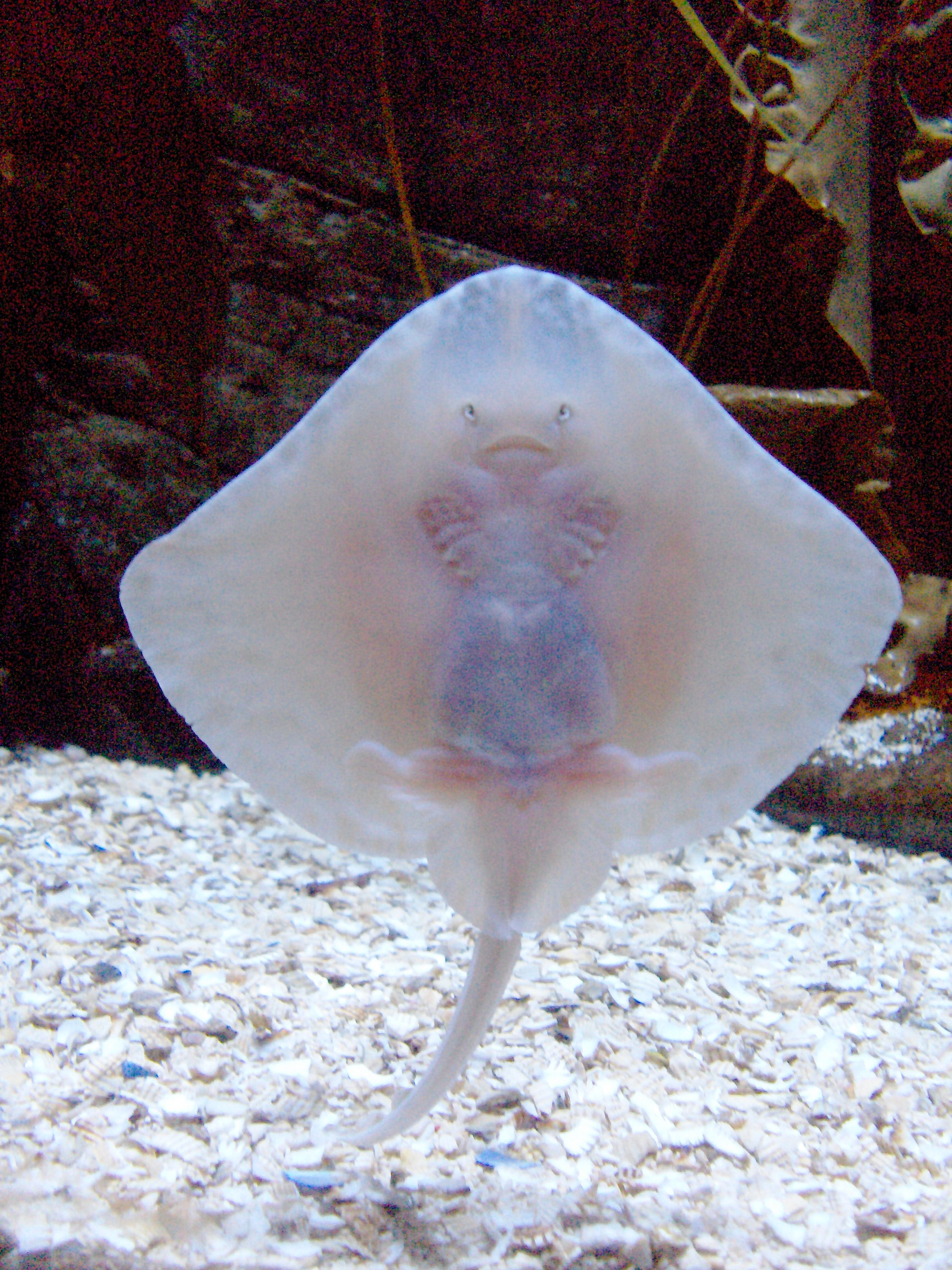
Нижняя часть

У ромбовых скатов широкие и плоские грудные плавники образуют квадратный или ромбовидный диск. Хвост очень тонкий, без жала, с 2 латеральными складками. Рот прямой или выгнут в виде арки, с многочисленными зубами. У некоторых видов по обеим сторонам хвоста расположены слабые электрические органы. Спинных плавников обычно 2. Грудные плавники доходят до рыла или сливаются с ним. Хвостовой плавник рудиментарный или отсутствует. Есть виды с острой или притуплённой передней частью головы. Кожа жёсткая с шипами и колючками, которые иногда выстроены в ряд.
Обычно самки ромбовых крупнее самцов, у них более широкий диск. Молодые особи отличаются от взрослых пропорциями тела, строением зубов и наличием шипов.

## Биология
Окраска этих донных рыб может меняться в зависимости от цвета грунта. Как правило, они предпочитают гладкое песчаное или ракушечное дно. Днём они обычно малоактивны и лежат на дне, иногда зарываясь в грунт, с помощью грудных плавников. Иногда они поднимаются в толщу воды, преследуя добычу. плавают, взмахивая грудными плавниками, как крыльями, могут развить достаточно большую скорость. Скаты не могут схватить плавающую в толще воды добычу напрямую, поскольку рот у них расположен на нижней стороне диска. Поэтому они наплывают на свою жертву сверху, прижимают её ко дну и заглатывают. Рацион в основном состоит из донных организмов.

### Размножение

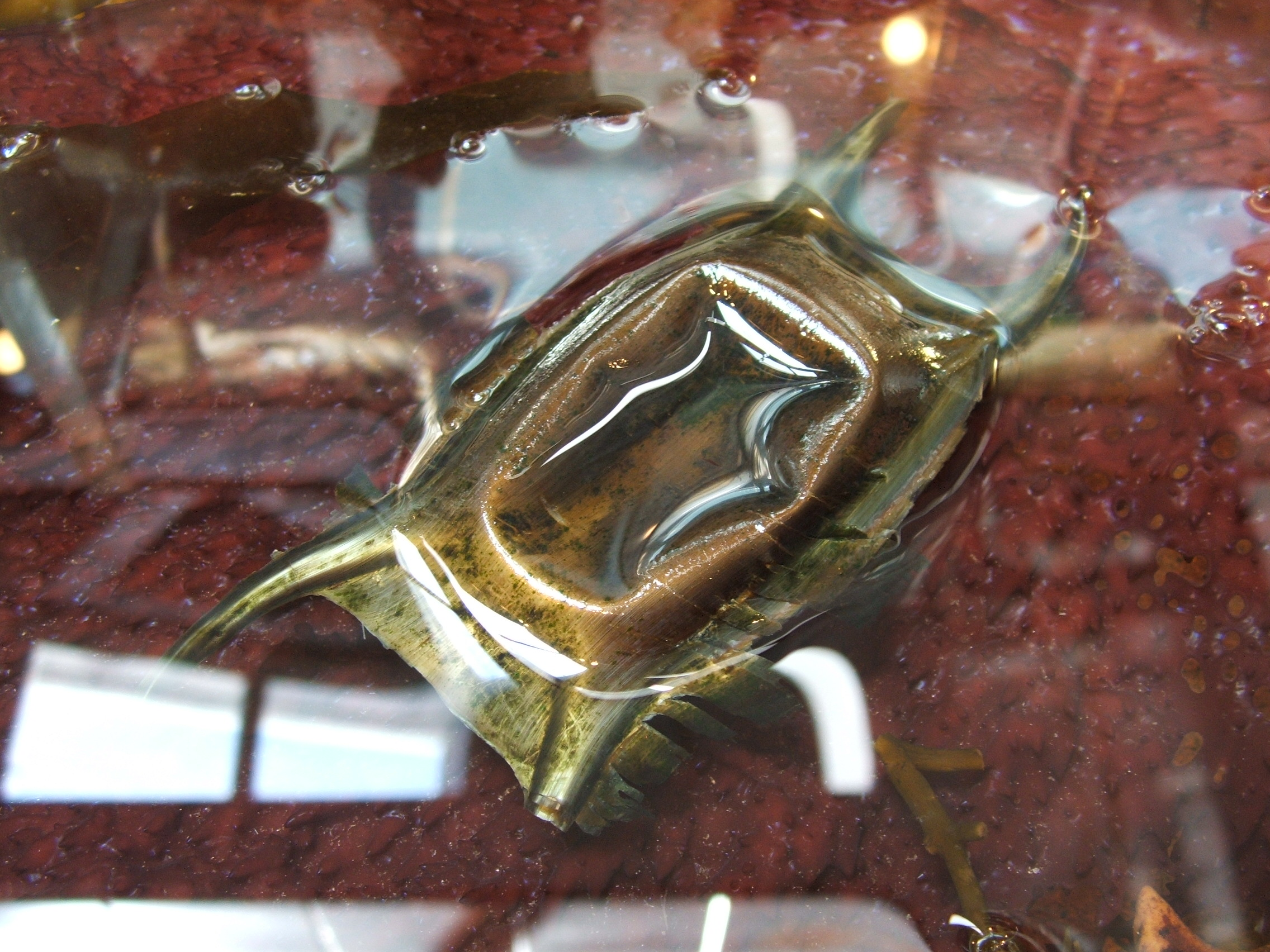
Яйцевая капсула Raja binoculata

Оплодотворение внутреннее. В отличие от всех других скатов, среди которых распространено живорождение, ромбовые скаты являются яйцекладущими. Крупные яйца заключены в роговые яйцевые капсулы, которые имеют четырёхугольную форму с роговидными отростками и дыхательными щелями. С помощью отростков капсула крепится ко дну. Общее число капсул зависит от вида и может достигать 50 и более. По форме капсулы можно определить видовую принадлежность. Инкубационный период до вылупления может продолжаться от четырёх до четырнадцати месяцев. Ископаемые остатки дают основание говорить о том, что ранее ромбовые скаты размножались живорождением.

## Классификация
В настоящее время к семейству относят 17 родов:
- Amblyraja Malm, 1877
- Beringraja Ishihara, Treloar, Bor, Senou & Jeong, 2012
- Breviraja Bigelow & Schroeder, 1948 — Короткие скаты[4]
- Dactylobatus Bean & Weed, 1909 — Дактилобаты
- Dentiraja Whitley, 1940
- Dipturus Rafinesque, 1810
- Fenestraja McEachran & Compagno, 1982
- Gurgesiella de Buen, 1959 — Скаты-гургесиеллы
- Hongeo Jeong & Nakabo, 2009
- Leucoraja Malm, 1877
- Malacoraja Stehmann, 1970 — Мягкие скаты
- Neoraja McEachran & Compagno, 1982
- Okamejei Ishiyama, 1958
- Raja Linnaeus, 1758 — Ромбовые скаты (род)
- Rajella Stehmann, 1970
- Rostroraja Hulley, 1972
- Zearaja Whitley, 1939